# Бронепалубни крайцери тип „Чао Хо“
Чао Хо (на китайски: 肇和 или на английски: Chao Ho) са серия от три учебни леки крайцера (според друга класификация бронепалубни крайцери 3-ти ранг) на ВМС на Китай. Вземат участие в началния етап на японо-китайската война 1937 – 1945 г. Следва да се отбележи, че „традиционните“ имена на крайцерите: „Чао Хо“, „Ин Суей“ и „Фей Хунг“ не съответстват на имената им на китайски език, а са плод на неправилна транскрипция от йероглифните имена на корабите с латински букви.

## Представители на проекта
В съответствие с приетата през 1910 г. в императорски Китай на 7-годишна програма за създаване на военноморски флот на световно ниво е направена поръчка във Великобритания и САЩ на три учебни крайцера. Проектът, разработен от конструктора на британската фирма Armstrong Whitworth („Армстронг“). Дж. Перет, предполага оборудването на корабите за подготовка на персонала и освояване на съвременни технологии на комбинирана двигателна установка и разнообразни системи въоръжение. Два крайцера са заложени във Великобритания (във фирмите „Армстронг“ и „Викерс“), един – в САЩ (на фирмата „Ню Йорк Шипбилдинг“).
„Чао Хо“ (на английски: Chao Ho; на китайски: 肇和) е заложен на 7 ноември 1910 г. в Елсуйк (Англия) на стапелите на „Армстронг“, спуснат е на вода на 23 октомври 1911 г., введен в строй 1 декември 1912 г.
„Ин Суей“ (на английски: Ying Swei; на китайски: 应瑞) е заложен на 12 декември 1910 в Бароу (Англия) на стапелите на „Викерс“, спуснат е на вода на 14 юли 1911 г., введен в строй 1 декември 1912 г.
„Фей Хунг“ (на английски: Fei Hung; на китайски: 飞鸿) е заложен на 14 юни 1912 г. в Ню Йорк, спуснат е на вода на 4 май 1913 г.
По време на строителството на корабите в Китай се случва Синхайската революция, която сваля монархията. Републиканските власти, които изпитват финансови трудности, решават, че е невъзможно увеличаването на състава на флота и анулират имперската военноморска програма. Последният построен крайцер – „Фей Хунг“ остава неизкупен и е продаден през 1914 г. на Гърция, където получава името „Ели“. Правени са опити за продажба на вече готовите „Чао Хо“ и „Ин Суей“, но в края на 1912 г. те все пак са приети от Китайската страна.

## Описание на конструкцията
„Чао Хо“ има стоманен удължен корпус с полубак и полуют, два леко скосени комина, две леки мачти без марсове, носов мостик. Вертикално брониране (освен на бойната рубка и щитовете на оръдията) липсва. Главната защита е карапасна (черупковидна) бронирана палуба дебела до дюйм, усилена на скосовете до 2 дюйма. Двигателната установка се състои от три парни турбини система „Parsons“, парата за които се произвежда от четири огнетръбни цилиндрически и два водотръбни котела със смесено въглищно-мазутно подгряване. Запасът гориво се състои от 150 тона въглища и 100 тона мазут. Сумарната мощност на турбините надминава 8 хил. к.с., ускоряващи 2700 тонния кораб до 22 възела (при проектни 20 възела). Основното артилерийско въоръжение се състои от 6-дюймови оръдия на полубака и полуюта и четири 4,7-дюймови оръдия по краищата на главната палуба. Минното въоръжение са три палубни въртящи се торпедни апарата.
„Ин Суей“ има незначителни разлики спрямо „Чао Хо“ по-тесен корпус, по-малка дебелина на скосовете на бронепалубата, намален запас мазут, разположение на комините и мачтите, формата на надстройката и прожекторна площадка на полуюта.
Корабите са преходен тип между бронепалубните и леките крайцери. Въпреки това, че при проектирането им „Чао Хо“ и „Ин Суей“ за предназначени за използване като учебни съдове, поради отсътствието в Китай на по-мощни и съвременни кораби, те играят ролята на основни бойни единици във военноморския флот. В това им качество „Чао Хо“ и „Ин Суей“, поради слабата защита, недостатъчното въоръжение и скорост, не съответстват на параметрите на леките крайцери дори по времето на Първата световна война, а към 1930-те г. са окончателно остарели.

## История на службата
Изначално „Чао Хо“ влиза в състава на Южния флот и се базира на Кантон (Гуанджоу), а „Ин Суей“ е предаден на Централния флот с базиране Шанхай. През 1922 г. заедно с основната част на Кантонската ескадра „Чао Хо“ преминава в Циндао. През 1929 г., след края на гражданската война в Китай, влиза в състава на Североизточния флот, където остава до 1933 г., след което се връща в Гуанчжоу. След отплаването, през 1935 г., за Нанкин на старите бронепалубни крайцери „Хай Чи“ и „Хай Чжен“ „Чао Хо“ остава единственият крайцер и флагман на Южната китайска ескадра. „Ин Суей“ през цялото време на службата му се намира в състава на Централния флот в Шанхай и в началото на 1930-те г., с влизането в строй на първия китайски съвременен лек крайцер „Нин Хай“, е предаден в Учебната ескадра, но впоследствие е върнат в състава на 1-ва ескадра на Централния флот, където служи заедно с два от новите леки крайцери.
След започването на японо-китайската война и появата до крайбрежието на Китай на мощна групировка на японския военноморски флот, „Чао Хо“ и „Ин Суей“, за разлика от по-старите китайски крайцери постройка от краая на 19 век, не са веднага потопени за преграждане на фарватера, а са приготвени за бой.
„Чао Хо“ участва в единственото през тази война морско сражение с японски кораби. На 14 септември 1937 г. китайската 4-та (Кантонска) ескадра в състав: крайцерът „Чао Хо“ (флагман на адмирал Чен Це (陳策, 1894 – 1949, също известен като Чан Чак/Chan Chak на кантонско произношение)), стария бронепалубен крайцер „Хайчоу“ (1897), три малки канонерски лодки и патрулен кораб близо до фортовете на Бока Тигрис в устието на река Чжуцян около Гуанджоу са атакувани от японски отряд от лек крайцер и три разрушителя. Според друга версия, „Чао Хо“ и „Хайчоу“ сами излизат в морето в „търсене на противника“ и, срещайки се с превъзходящите сили на японците, се оттеглят под прикритието на бреговите батареи.
В хода на боя „Чао Хо“ получава сериозни повреди и, за да избегне потопяване, е принуден да се изхвърли на плитчини. Въпреки това, японските кораби отстъпват също, под огъня на китайската ескадра и бреговите батареи. За окончателното унищожаване на ВМС на Китай и подавянето на фортовете, прикриващи подхода към Гуанчжоу, японците са принудени да използват палубна авиация на леките самолетоносачи „Рюхо“ и „Хошо“. В хода на едното от нападенията на 30 септември заседналия „Чао Хо“ е унищожен (по други данни, това се случва на 28 септември).
По версия, изложена в Музея на ВМС на Китайската Република (Тайван), на 25 септември 1937 отряд кораби на Гуандунската ескадра от 6 кораба е атакуван от японските самолети в района на форт Хумен (虎門, също известен с английското си име Бока Тигрис), при това крайцерът „Чао Хо“ се запалва и потъва.

На 23 октомври 1937 г., на котва на река Яндзъ, близо до прага Цайшицзи, недалеч от град Цзянъин, крайцерът „Ин Суей“ е атакуван от японски самолети. „Ин Суей“, от когото се демонтира основното въоръжение за предаването му на сухопътния фронт, губи при нападението 15 души убити и 40 ранени, запалва се и потъва.